# Фольсах, Каспер фон
Каспер фон Фольсах (дат. Casper von Folsach; род. 30 марта 1993, в Гентофте, Дания)  — датский профессиональный трековый и шоссейный велогонщик.
Бронзовый призёр в  командной гонке преследования на летних Олимпийских играх 2016 года. 

## Достижения

### Трек
2010
1-й  Чемпион Дании — Индивидуальная гонка преследования (юниоры)
2011
1-й  Чемпион Дании — Командная гонка преследования (юниоры)
2-й  Чемпионат Европы — Командная гонка преследования
3-й Кубок мира по трековым велогонкам — Командная гонка преследования, Кали, Колумбия
2012
1-й Кубок мира по трековым велогонкам — Командная гонка преследования (вместе с Лассе Хансеном, Матиасом Нильсеном, Расмусом Кводе), Глазго, Великобритания
5-й  Летние Олимпийские игры — Командная гонка преследования
7-й Чемпионат мира — Командная гонка преследования
2013
1-й  Чемпион Дании — Индивидуальная гонка преследования
2-й Кубок мира по трековым велогонкам — Командная гонка преследования, Агуаскальентес, Мексика
3-й  Чемпионат мира — Командная гонка преследования
2014
1-й  Чемпион Дании — Индивидуальная гонка преследования
2-й  Чемпионат мира — Командная гонка преследования
8-й Чемпионат мира — Омниум
2016
1-й  Чемпион Дании — Мэдисон (вместе с Фредериком Мадсеном)
1-й  Чемпион Дании — Скрэтч
1-й  Чемпион Дании — Гонка по очкам
1-й  Чемпион Дании — Омниум
3-й  Летние Олимпийские игры — Командная гонка преследования
3-й  Чемпионат мира — Командная гонка преследования
2017
1-й Кубок мира по трековым велогонкам — Мэдисон  (вместе с Никласом Ларсеном), Кали, Колумбия
1-й Кубок мира по трековым велогонкам — Мэдисон (вместе с Никласом Ларсеном), Манчестер, Великобритания
1-й  Чемпион Дании — Командная гонка преследования
1-й  Чемпион Дании — Гонка по очкам
2-й Кубок мира по трековым велогонкам — Командная гонка преследования, Манчестер, Великобритания
3-й Кубок мира по трековым велогонкам — Омниум, Кали, Колумбия
4-й Чемпионат мира — Мэдисон
10-й Чемпионат мира — Командная гонка преследования
2018
2-й  Чемпионат мира — Командная гонка преследования
3-й  Чемпионат Европы — Омниум
6-й Чемпионат мира — Мэдисон

### Шоссе
2011
1-й  Чемпион Дании — Индивидуальная гонка (юниоры)
1-й  Чемпион Дании — Командная гонка с раздельным стартом (юниоры)
2013
2-й Чемпионат Дании — Индивидуальная гонка U23
3-й Чемпионат Дании — Групповая гонка
2017
1-й — Этап 5  Okolo Jižních Čech